# B.J. Armstrong
Benjamin Roy ("B.J.") Armstrong, Jr. (Detroit, 9 september 1967) is een voormalig Amerikaans basketbalspeler die speelde als point-guard en driemaal kampioen in de NBA werd.

## Carrière
De 1,88 meter lange Armstrong studeerde aan de Universiteit van Iowa waar hij vier jaar collegebasketbal speelde voor de Iowa Hawkeyes. In 1989 stelde Armstrong zich beschikbaar voor de NBA draft waarin hij als 18e werd gekozen door de Chicago Bulls. Tijdens zijn rookieseizoen kreeg hij als bankzitter toch gemiddelde 15,9 minuten speeltijd. De Bulls bereikten de finale van de Eastern Conference waarin ze met 4-3 verloren van de Detroit Pistons. In het seizoen 1990/91 bereikten de Bulls opnieuw de finale van de Eastern Conference. Opnieuw was Detroit Pistons de tegenstanders, maar dit keer wonnen de Bulls met 4-0 cijfers. In de NBA-finale kwamen de Bulls met Michael Jordan en Scottie Pippen tegenover de Los Angeles Lakers en Magic Johnson te staan. De Bulls wonnen de finale met 4-1 en behaalden zo de eerste NBA-titel in hun bestaan. Ook tijdens de seizoenen 1991/92 en 1992/93 veroverde Armstrong met de Bulls de NBA-titel. In 1994 werd Armstrong voor de eerste en enige maal geselecteerd voor het NBA All-Star Game. 
Op 24 juni 1995 werd Armstong in een extra draft door de nieuw opgerichte club Toronto Raptors gekozen. In september 1995 werd hij opnieuw geruild naar de Golden State Warriors in ruil voor Victor Alexander, Martin Lewis, Michael McDonald, Carlos Rogers en Dwayne Whitfield. Na twee seizoenen bij de Warriors werd hij op 7 november 1997 van de Golden State Warriors geruild naar de Charlotte Hornets in ruil voor Muggsy Bogues en Tony Delk. Nadat Armstrong in maart 1999 aanvankelijk eerst werd geruild naar de Los Angeles Lakers 
Twee jaar later werd hij in maart 1999 opnieuw geruild nu naar de Los Angeles Lakers. Verder waren nog volgende spelers in die ruil betrokken: J.R. Reid, Glen Rice ,Elden Campbell en Eddie Jones.  Maar 4 dagen later zagen de Lakers al af van het contract van Armstrong zodat hij op 14 maart 1999 als vrije speler kon tekenen bij Orlando Magic. In de zomer van 1999 kon Armstrong een nieuw contract ondertekenen bij de Chicago Bulls. Na 1 seizoen beëindigde Armstrong zijn loopbaan, waarmee hij zijn loopbaan afsloot bij de club waar voor hem ook alles begon.

## Statistieken

### Regulier seizoen
| Seizoen  | Team                  | WG  | WS  | MPW  | 2P%  | 3P%  | FW%  | RPW | APW | SPW | BPW | PPW  |
| -------- | --------------------- | --- | --- | ---- | ---- | ---- | ---- | --- | --- | --- | --- | ---- |
| 1989/90  | Chicago Bulls         | 81  | 0   | 15,9 | 48,5 | 50,0 | 88,5 | 1,3 | 2,5 | 0,6 | 0,1 | 5,6  |
| 1990/91  | Chicago Bulls         | 82  | 0   | 21,1 | 48,1 | 50,0 | 87,4 | 1,8 | 3,7 | 0,9 | 0,0 | 8,8  |
| 1991/92  | Chicago Bulls         | 82  | 3   | 22,9 | 48,1 | 40,2 | 80,6 | 1,8 | 3,2 | 0,6 | 0,1 | 9,9  |
| 1992/93  | Chicago Bulls         | 82  | 74  | 30,4 | 49,9 | 45,3 | 86,1 | 1,8 | 4,0 | 0,8 | 0,1 | 12,3 |
| 1993/94  | Chicago Bulls         | 82  | 82  | 33,8 | 47,6 | 44,4 | 85,5 | 2,1 | 3,9 | 1,0 | 0,1 | 14,8 |
| 1994/95  | Chicago Bulls         | 82  | 82  | 31,4 | 46,8 | 42,7 | 88,4 | 2,3 | 3,0 | 1,0 | 0,1 | 14,0 |
| 1995/96  | Golden State Warriors | 82  | 64  | 27,6 | 46,8 | 47,3 | 83,9 | 2,2 | 4,9 | 0,8 | 0,1 | 12,3 |
| 1996/97  | Golden State Warriors | 49  | 17  | 20,8 | 45,3 | 27,8 | 86,1 | 1,5 | 2,6 | 0,5 | 0,0 | 7,9  |
| 1997/98  | Golden State Warriors | 4   | 0   | 14,8 | 31,6 | 0,0  | 71,4 | 1,8 | 1,5 | 1,0 | 0,0 | 4,3  |
| 1997/98  | Charlotte Hornets     | 62  | 0   | 12,5 | 51,0 | 26,5 | 86,0 | 1,1 | 2,3 | 0,4 | 0,0 | 3,9  |
| 1998/99  | Charlotte Hornets     | 10  | 1   | 17,8 | 48,8 | 75,0 | 90,0 | 1,6 | 2,7 | 0,3 | 0,0 | 5,7  |
| 1998/99  | Orlando Magic         | 22  | 0   | 8,2  | 42,2 | 14,3 | 81,8 | 1,0 | 1,5 | 0,4 | 0,0 | 2,2  |
| 1999/00  | Chicago Bulls         | 27  | 18  | 21,6 | 44,6 | 44,8 | 88,0 | 1,7 | 2,9 | 0,3 | 0,0 | 7,4  |
| Carrière | Carrière              | 747 | 341 | 23,8 | 47,7 | 42,5 | 85,6 | 1,8 | 3,3 | 0,7 | 0,1 | 9,8  |
| All-Star | All-Star              | 1   | 1   | 22,0 | 55,6 | 50,0 | –    | 1,0 | 4,0 | 0,0 | 0,0 | 11,0 |

### Play-offs
| Seizoen  | Team              | WG  | WS | MPW  | 2P%  | 3P%  | FW%  | RPW | APW | SPW | BPW | PPW  |
| -------- | ----------------- | --- | -- | ---- | ---- | ---- | ---- | --- | --- | --- | --- | ---- |
| 1990     | Chicago Bulls     | 16  | 0  | 13,6 | 33,9 | 0,0  | 91,7 | 1,3 | 1,8 | 0,6 | 0,0 | 4,0  |
| 1991     | Chicago Bulls     | 17  | 0  | 16,1 | 50,0 | 60,0 | 80,0 | 1,6 | 2,5 | 1,1 | 0,1 | 5,5  |
| 1992     | Chicago Bulls     | 22  | 0  | 19,7 | 45,3 | 29,4 | 78,9 | 1,1 | 2,1 | 0,6 | 0,0 | 7,3  |
| 1993     | Chicago Bulls     | 19  | 19 | 33,8 | 52,4 | 51,2 | 90,9 | 1,5 | 3,3 | 1,0 | 0,1 | 11,4 |
| 1994     | Chicago Bulls     | 10  | 10 | 36,0 | 51,9 | 58,3 | 81,8 | 2,4 | 2,5 | 0,8 | 0,0 | 15,3 |
| 1995     | Chicago Bulls     | 10  | 10 | 28,8 | 45,6 | 44,8 | 81,8 | 1,8 | 2,7 | 0,6 | 0,0 | 10,3 |
| 1998     | Charlotte Hornets | 9   | 0  | 16,2 | 38,1 | 40,0 | 75,0 | 1,1 | 2,0 | 0,7 | 0,0 | 4,1  |
| 1999     | Orlando Magic     | 2   | 0  | 1,5  | 0,0  | –    | –    | 0,0 | 0,5 | 0,0 | 0,0 | 0,0  |
| Carrière | Carrière          | 105 | 39 | 22,5 | 47,1 | 45,1 | 83,2 | 1,4 | 2,4 | 0,8 | 0,0 | 7,9  |

## Prijzen
- NBA-kampioen: 1991, 1992, 1993
- NBA All-Star Game: 1994

## Trivia
- Armstrong is de laatste speler die het rugnummer 10 heeft gedragen bij de Chicago Bulls. Het nummer werd na het vertrek van Armstrong niet meer gebruikt uit respect voor clublegende Bob Love.
- Armstrong is de eerste speler die ooit onder contract stond voor de Toronto Raptors, de club die werd opgericht in 1995.

2 Hopson · 
5 Paxson · 
10 Armstrong · 
14 Hodges · 
23 Jordan · 
24 Cartwright · 
32 Perdue · 
33 Pippen · 
34 King · 
42 Williams · 
53 Levingston · 
54 Grant · 
Coach Jackson
5 Paxson · 
10 Armstrong · 
14 Hodges · 
20 Hansen · 
23 Jordan · 
24 Cartwright · 
32 Perdue · 
33 Pippen · 
34 King · 
42 Williams · 
53 Levingston · 
54 Grant · 
Coach Jackson
5 Paxson · 
6 Tucker · 
10 Armstrong · 
20 Walker · 
22 McCray · 
23 Jordan · 
24 Cartwright · 
32 Perdue · 
33 Pippen · 
34 King · 
42 Williams · 
54 Grant · 
Coach Jackson